# Theridion clypeatellum
Theridion clypeatellum là một loài nhện trong họ Theridiidae.
Loài này thuộc chi Theridion. Theridion clypeatellum được Albert Tullgren miêu tả năm 1910.